# Chionaspis castanopsidis
Chionaspis castanopsidis är en insektsart som beskrevs av Sadao Takagi 1985. Chionaspis castanopsidis ingår i släktet Chionaspis och familjen pansarsköldlöss.
Artens utbredningsområde är Nepal. Inga underarter finns listade i Catalogue of Life.